# ヴァシーリー・ゴロヴニーン
ヴァシーリイ・ミハーイロヴィチ・ゴロヴニーン（ロシア語: Васи́лий Миха́йлович Головни́н, ラテン文字転写: Vasilii Mikhailovich Golovnin、1776年4月19日（ユリウス暦4月8日） - 1831年7月11日（ユリウス暦6月29日））は、ロシア帝国（ロマノフ朝）の海軍軍人、探検家、学者。

## 表記揺れ
姓はゴロヴニン、ゴローヴニン、ゴロブニン、ゴローブニン、ゴローニン、ゴロウニン、名はヴァシーリイ、ヴァシーリー、ヴァシリー、ワシーリー、ワシリー、ワーシリーなど、表記揺れが激しい。最も一般的なゴローニンは「ゴロヴニン」の「ヴ」の濁点が欠落し「ゴロウニン」と表記されたことによる。

## 人物・来歴
1776年4月8日（ユリウス暦）、父祖伝来の領地であるモスクワの東南120マイルほどのリャザン州グーリンキで生まれる。9才で両親を失くし、孤児となる。2人の幼い弟と共に彼を引き取った親戚は、財政面での理由から、この少年をクロンシュタット海軍兵学校の学生軍事教練隊へ入学させることに決めた。
14才で海軍士官候補生に任じられる。1802年、特別選抜された12名の海軍士官の一人として、イギリスのポーツマスへ留学。
1806年にサンクト・ペテルブルグに戻った彼は、まもなくディアナ号に配属され、艦長に任じられた。
1807年、北太平洋海域の地理調査の命令を受けて、ディアナ号で世界一周航海に出る。1811年、千島列島の測量中、択捉島、国後島を訪れるが、先の文化露寇（フヴォストフ事件）で厳戒態勢にあった日本側警備隊によって国後島にて捕縛され、松前、箱館で幽閉される。
初期の解放交渉はアイヌ語を間に挟んだ2段階通訳で行われた。ゴロヴニーンのロシア語を千島アイヌのアレクセイがロシア語からアイヌ語へ通訳し、更にアイヌ語通辞の上原熊次郎がアイヌ語を日本語へ通訳した。後にゴロヴニーンは上原と村上貞助にロシア語を教示するが、とりわけ上原のロシア語習得は困難を極め、ゴロヴニーンは上原を「世界中の如何なる文法をも解していない」と後述の『日本幽囚記』にて酷評している。
1813年、ディアナ号副艦長ピョートル・リコルドや高田屋嘉兵衛等の尽力により、ゴロヴニーンは解放された（ゴローニン事件）。
1817年から1819年にかけてカムチャツカ号で再度世界一周航海に出る。既に優れた航海家として名を馳せていた彼の元では、フェルディナント・フォン・ウランゲル等の若い士官達が忠勤を競った。
1823年、海軍主計総監に任命され海軍中将に就任。ロシア初の蒸気船を含む200以上の船舶を造った。
1831年、コレラで死去。55歳没。

## 日本幽囚記
ゴロヴーニンは日本からの帰国後、捕囚生活に関する手記を執筆し、1816年に官費で出版された。三部構成で、第1部・第2部が日本における捕囚生活の記録、第3部が日本および日本人に関する論評である。ケンペルの『日本誌』が出版されたのははるか以前のことで、日本について書かれた西洋人の報告記は待望久しかった。『日本幽囚記』は、ロシア人が書いた初の日本人論でもあった。翌17年にはドイツ語訳、18年にはフランス語訳、英訳が出版され、本書はヨーロッパの広範囲で読まれた。
1821（文政4）年オランダ通詞馬場佐十郎は、江戸参府のオランダ商館長からこのオランダ語版を借り受けて写し、重訳に取り組んだ。馬場はその翌年病没したが、その訳業は杉田立卿、青地林宗ら後輩の手を経て1825（文政8）年に完成し、『遭厄日本紀事』の名で日本語版が出版された。同書は、ニコライ・カサートキンが日本への正教伝道を決意するきっかけとなったことでも知られる。
たとえばフランソワ・カロンの著作(邦訳『日本大王国志』)に見られるような、カトリック宣教師たちを中心とした初期の日本人論は、キリスト教徒に理不尽な迫害を加える国民という悪意に満ちたものであった。『日本幽囚記』は、ゴロヴニーン自身が虜囚の身であったにもかかわらず、「世界で最も聡明な民族」であるという新たな国民像を描いてみせたという点で、西洋における日本人論の転機となる作品でもあった。本書(ドイツ語訳)を読んだハインリヒ・ハイネは、親友モーゼス・モーザー（Moses Moser; 1797-1838）に宛てた手紙（1825年10月8日付）の中で、日本人を「地球上で最も洗練されていて、最も都会的な民族」であると賞賛し、「僕は日本人になりたい」と書き送っている。

## 著書（日本語訳）
- 『日本俘虜実記』 徳力真太郎訳、講談社学術文庫（上下）、1984
- 『ロシア士官の見た徳川日本 続・日本俘虜実記』[9] 徳力真太郎訳、講談社学術文庫、1985
- 『南千島探検始末記』 徳力真太郎訳、同時代社、1994。ゴローニン事件までの記録・初訳。表記はワシリー・ゴロウニン
- 『日本幽囚記』井上満訳、岩波文庫（全3巻）、1943-1948。復刊1986・1996ほか
- 『遭厄日本紀事』 馬場佐十郎・杉田立卿・青地林宗訳 高橋景保校、1825
- 『北方未公開古文書集成 第6巻』 叢文社、1979
- 『露人兀老尹就囚紀事 文化年間』参謀本部海軍部編纂課訳：参謀本部海軍部、1888　上巻が近代デジタルライブラリーにある。
- 『露艦「ヂアーナ」号艦長ガローウニン日本幽囚実記』大日本帝国海軍軍令部第二局訳、海軍文庫・共益商社、1894　聚芳閣版（1926年）が近代デジタルライブラリーにある。
- 『太平洋周航記』丸山政男・大竹博吉訳、羽田書店、1943
- 『幕末日本見聞録』大塚博人訳、大観堂、1943
- ゴロヴニン『日本幽囚記I ゴロヴニン艦長の手記 1811、1812及び1813年』斉藤智之 訳、私家版、改訂版2017年。ISBN 978-49904027-1-6。
- ゴロヴニン『日本幽囚記Ⅱ ゴロヴニン艦長の手記 1811、1812及び1813年』斉藤智之 訳、私家版、改訂版2018年。ISBN 978-49904027-2-3。
- ゴロヴニン『日本幽囚記Ⅲ 日本国と日本人論』斉藤智之 訳、私家版、改訂版2018年。ISBN 978-49904027-3-0。
- ゴロヴニン『日本幽囚記Ⅳフヴォストフとダヴィドフの航海』斉藤智之 訳、私家版、2018年。ISBN 978-49904027-5-4。